# Etichetta polistidina
L'etichetta polistidina, anche conosciuta come His-Tag, è una etichetta proteica ampiamente utilizzata al fine di purificare proteine ricombinanti. Consiste in una sequenza amminoacidica lunga dalle sei alle quattordici unità di istidina unite da legami peptidici. Questa etichetta è caratterizzata dalla predisposizione del gruppo laterale dell'istidina a formare legami di coordinazione con diversi cationi bivalenti. Le peculiari proprietà di tali legami di coordinazione, quali la specificità e la reversibilità, si prestano bene all'applicazione della tecnica della cromatografia di affinità.